# Willoughby Hamilton
James Willoughby Hamilton (9. prosince 1864 Monasterevin – 27. září 1943 Dublin) byl irský tenista, fotbalista a badmintonista. V roce 1890 vyhrál Wimbledon a stal se tak prvním irským vítězem této soutěže.

## Život
Hamilton se narodil 9. prosince 1864 v Monasterevinu v hrabství Kildare Alfredu Hamiltonovi, rektorovi Irské církve, a Henriettě Coleové. Willougby pocházel ze slavné rodiny sportovců; všichni tři jeho bratři vynikali ve sportu a působili v irských reprezentačních týmech: William Drummond Hamilton hrál kriket a tenis, Francis Cole Lowry Hamilton kriket a Blayney Hamilton kriket a badminton. Navíc dva jeho synovci a neteř (Blayneyho děti) působili v badmintonové reprezentaci (Arthur Hamilton, Willoughby Hamilton a Mavis Hamiltonová).

## Tenisová kariéra
Hamilton hrál svůj první turnaj na Irish Championships v roce 1884, kde ve čtvrtfinále prohrál s Herbertem Knoxem McKayem. V průběhu 80. let 19. století pak vyhrál Northern Championships (1888, 1889) a Irish Championships (1889). V následujícím turnaji porazil šestinásobného wimbledonského šampiona Williama Renshawa a poté i jeho bratra Ernesta. Díky těmto vítězstvím byl považován za jednoho z favoritů na titul ve Wimbledonu 1889, ale v semifinálovém pětisetovém zápase wimbledonského turnaje podlehl Harrymu S. Barlowovi.
V letech 1889–1890 byl Hamilton mnohými odborníky hodnocen jako nejlepší tenista na světě. Na wimbledonském šampionátu v roce 1890 pak jako první Ir vyhrál titul ve dvouhře, když porazil Williama Renshawa v pěti setech.
Mezi jeho další úspěchy patří pětinásobné vítězství na Fitzwilliam Club Championships (1886–1890), čtyři tituly na East of Ireland Championships (1886–1889), tři tituly na Welsh Championships (1888–1890), tři tituly na West of Ireland Championships (1885–1886, 1888), dva tituly na South of Ireland Championships (1885–1886) a titul z County Dublin Championships v roce 1887. Své trofeje získával nejen ve dvouhře, ale i v čtyřhře či smíšené čtyřhře, ve které měl za spoluhráčku i Lenu Riceovou. Svůj poslední turnaj Hamilton odehrál v roce 1899 na Netherlands International Championships. 
Kvůli jeho bledé pleti se mu přezdívalo „The Ghost“ („Duch“).

## Fotbalová kariéra
Hamilton studoval na Trinity College v Dublinu a hrál fotbal za Dublin University A.F.C. a Dublin Association FC. Hamilton též reprezentoval Irsko v zápase proti Walesu v roce 1885, který skončil porážkou Irů 2:8. V týmu se tehdy nacházel i jeho bratr William Hamilton.

## Smrt
James Willoughby Hamilton zemřel v Dundrumu dne 27. září 1943 ve věku 78 let.

## Finále na Grand Slamu

### Dvouhra

#### Vítěz (1)
| Rok  | Turnaj    | Finalista       | Výsledek                |
| 1890 | Wimbledon | William Renshaw | 6–8, 6–2, 3–6, 6–1, 6–1 |